# Xpy
Xpy — бесплатная утилита-конфигуратор с открытым исходным кодом для ОС Windows 2000/XP/2003. При запуске сканирует конфигурацию операционной системы и выводит всю доступную информацию для отключения потенциально небезопасных параметров, служб, а также сценариев JavaScript и элементов ActiveX.
Поддерживает работу из командной строки.

## Возможности
- Имеет готовые предустановки.
- Автоматический создает точку восстановления системы.
- Новые параметры активируются сразу, без перезагрузки компьютера.
- Поддержка профилей (данные сохраняются в формате .xpy или в реестре).
- Не требует инсталляции.